# En geishas memoarer
En geishas memoarer är en amerikansk film från 2005 i regi av Rob Marshall. Filmen bygger på en bok skriven av Arthur Golden och hade svensk premiär den 25 december 2005.

## Handling
En liten flicka, kallad Nitta Sayuri – född Sakamoto Chiyo – (spelad av Zhang Ziyi och Suzuka Ohgo), och hennes syster blir sålda av deras ensamme far som slavar till olika okiyan (geisha-hus) i staden Kyotos mest prestigefyllda geishadistrikt, Gion. 
Chiyo hamnar i en respekterad okiyan, till skillnad från sin syster Satsu, som på grund av sitt mindre tilltalande utseende hamnar i ett horhus. Chiyo börjar sin utbildning till geisha men hon trakasseras ständigt av Hatsumomo (Li Gong), Nittas enda inneboende geisha som ser hennes talang och känner sig hotad.
Men till slut tar Chiyos mentor Mameha (Michelle Yeoh) hand om henne, hon ger Chiyo den utbildning som krävs för att bli en Geisha. Hon får lära sig konsten att bära en kimono, att sminka sig, samt allt om dans, konst och musik. Allt för att kunna behaga rika män och vinna deras gunst, och därigenom bringa in pengar till sitt hus för att betala sin skuld, som är köpeskillingen hennes far fick erhålla. Det är på så sätt som hon får sitt nya namn Sayuri och blir en av Kyotos mest välkända geishor. När andra världskriget tar sin början slits hela hennes värld itu, men det som aldrig kan förstöras är hennes kärlek till ordförande Iwamura (Ken Watanabe), som hon träffar redan när hon är liten.

## Utmärkelser
Filmen vann 3 Oscars; för bästa scenografi, bästa fotografi och bästa kostym. Kostymerna gjordes av Colleen Atwood. Den nominerades även till Oscar för bästa musik, bästa ljud och bästa ljudredigering. Det sistnämnda arbetade Kevin O'Connell med.

## Rollförteckning (urval)
- Suzuka Ohgo - Chiyo
- Togo Igawa - Tanaka
- Mako - Sakamoto
- Samantha Futerman - Satsu
- Elizabeth Sung - Sakamotos fru
- Thomas Ikeda - Mr. Bekku
- Li Gong - Hatsumomo
- Michelle Yeoh - Mameha
- Ken Watanabe - rådsmedlem
- Zhang Ziyi - Sayuri
- Paul Adelstein - Hutchins, löjtnant